# Seweryn Kiełpin
Seweryn Kiełpin (ur. 18 grudnia 1987 w Kościerzynie) – polski piłkarz, w latach 2006–2022 występujący na pozycji bramkarza, osobowość internetowa.

## Kariera klubowa
Jako junior reprezentował barwy Górnika Zabrze. Profesjonalną karierę rozpoczął w wieku siedmiu lat w Koszarawie Żywiec. 1 stycznia 2008 roku został zawodnikiem Polonii Bytom, skąd wypożyczony został do Ruchu Radzionków. W grudniu 2010 wrócił do Polonii. 27 stycznia 2012 ponownie dołączył do kadry Ruchu Radzionków, tym razem na zasadzie transferu definitywnego. 
8 lipca 2012 roku został zawodnikiem drugoligowej Wisły Płock, z którą w 2016 awansował do Ekstraklasy. W klubie pełnił wielokrotnie funkcję kapitana drużyny, w Wiśle wystąpił w 159. meczach. 16 lipca 2020 został zawodnikiem Motoru Lublin. 30 czerwca 2022 odszedł z klubu.

## Życie prywatne
Po odejściu z klubu piłkarskiego Motor Lublin, założył profil na portalu społecznościowym TikTok, na którym osiągnął pułap miliona obserwujących go osób. Polsat Sport określił go mianem gwiazdy mediów społecznościowych.